# Kawka (Góry Sowie)
Kawka (niem.  Riegers-Koppe, 705 i 698 m n.p.m.) – dwuwierzchołkowe wzniesienie w południowo-zachodniej Polsce, w Sudetach Środkowych, w środkowej części Gór Sowich.
Wzniesienie położone w północno-środkowej części Gór Sowich, około 3,9 km na południowy zachód od centrum miejscowości Bielawa.
Kopulaste wzniesienie w o bardzo zróżnicowanej rzeźbie i ukształtowaniu oraz dość stromych wschodnich i zachodnich zboczach, z płaską wyrazistą powierzchnią szczytową w kształcie niewielkiego grzbietu, na którym położone są w bliskie odległości od siebie dwa wierzchołki. Wznosi się w końcowej części długiego bocznego grzbietu, odchodzącego od Słonecznej w kierunku północnym przez szczyty wzniesień Korczaka, Żebraka, Błyszcz po wzniesienie Czyżyk. W niewielkiej odległości od szczytu ze wschodniego zbocza Kawki wyrasta nieco niższa Wrona 692 m n.p.m. położona po północno-wschodniej stronie, od którego oddzielona jest niewielkim siodłem. Wzniesienie wyraźnie wydzielają górskie doliny, od zachodu Dolina Kamionkowska a od wschodu Dolina Kamienna, jedna z najładniejszych dolin w Górach Sowich, którą płynie główny środkowy potok górski Brzęczek. Zbocza wzniesienia miejscami przechodzą w małe urwiska skalne. Wzniesienie zbudowane z prekambryjskich gnejsów i migmatytów. Zbocza wzniesienia pokrywa niewielka warstwa młodszych osadów z okresu zlodowaceń plejstoceńskich. Cała powierzchnia wzniesienia łącznie z partią szczytową porośnięta jest lasem świerkowym regla dolnego z niewielką domieszką buka. Przez szczyt prowadzi leśna ścieżka. U podnóża wzniesienia, po zachodniej stronie położona jest dzielnica Pieszyc Kamionki. Położenie wzniesienia, charakterystyczny dwuwierzchołkowy szczyt, kształt wzniesienia oraz zróżnicowana rzeźba czynią wzniesienie rozpoznawalnym w terenie. Wzniesienie znajduje się na terenie Parku Krajobrazowego Gór Sowich.

## Inne
- Wzniesienie w przeszłości nosiło nazwę: Riegerskoppe, Riegers-Koppe, Kawnica.
- U zachodniego podnóża na wysokości około 450 m n.p.m. w rejonie środkowej części Kamionek w zbocze Kawki wcina się wyrobisko dawnego kamieniołomu serpentynitu zwane „Smoczą Jamą”.